# Обершлик, Герхард
Герхард Обершлик (нем. Gerhard Oberschlick; род. 30 августа 1942, Иршен, Каринтия) — австрийский писатель и публицист, редактор журнала «Форум» в 1985—1995 годах. Известен участием в громких судебных процессах, получивших названия «Прагер и Обершлик против Австрии» и «Обершлик против Австрии».

## Суд по искуЙорга Хайдера
В апреле 1991 года австрийский политик Йорг Хайдер подал в суд на Обершлика в связи с тем, что тот в одной из своих публикаций назвал Хайдера «идиотом». Публикация появилась после того, как 7 октября 1990 года по случаю «праздника мира» (нем. Friedensfeier) губернатор Каринтии Йорг Хайдер произнёс хвалебную речь о роли «поколения солдат», воевавших во время Второй мировой войны. При этом политик заявил, что все солдаты, включая тех, кто воевал в германской армии, сражались за мир и свободу.
Речь Хайдера была целиком напечатана в журнале «Форум» с комментарием Обершлика. Публикация получила название «P.S.: „Идиот“ вместо „Нацист“» (нем. «P.S.: 'Trottel' statt 'Nazi'»).
В качестве компенсации за оскорбление Хайдер потребовал взыскать с Обершлика 1000 шиллингов.
Изначально суд вынес решение в пользу Хайдера, и Обершлику пришлось выплатить штраф.
Однако журналист подал на апелляцию, и летом 1997 года Европейский суд по правам человека признал Обершлика невиновным, так как было доказано, что его выпад против Хайдера не носил личностного характера, а был вызван действиями Хайдера как политика.
В результате Йорг Хайдер не только вернул 1000 шиллингов, но и выплатил ещё 150 000 по судебным издержкам.

## Общественная деятельность
С 9 по 12 июля 1995 был сопредседателем на проходившем в Вене заседании Международного Трибунала по правам человека, основной темой которого стало преследование геев и лесбиянок в послевоенной Австрии («50 Years of the 2nd Republic, 50 Years of Gay and Lesbian Repression»). В том числе и в результате этих усилий, все австрийские законы, дискриминирующие ЛГБТ, были в период с 1996 по 2005 годы отменены.